# Vincelles (Yonne)
Vincelles település Franciaországban, Yonne megyében. Lakosainak száma 910 fő (2022. január 1.). Vincelles Escolives-Sainte-Camille, Bazarnes, Coulanges-la-Vineuse, Irancy, Val-de-Mercy, Vincelottes és Deux Rivières községekkel határos.

## Népesség
A település népessége az elmúlt években az alábbi módon változott:
| Lakosok száma | 950  | 957  | 1051 | 930  | 917  | 914  | 914  | 908  | 910  |
|               | 2013 | 2015 | 2016 | 2017 | 2018 | 2019 | 2020 | 2021 | 2022 |